# Casa de La Cerda

Brasão da Casa de La Cerda no século XIII, uma combinação das armas reais de Leão, Castela e França, em virtude do infante Fernando de La Cerda ser o príncipe herdeiro de Leão e Castela, casado com Branca de França, filha de Luís IX de França

A Casa de La Cerda é uma linhagem nobre da Coroa de Castela descendendo do Infante Fernando de la Cerda, filho mais velho do rei  Afonso X de Leão e Castela. Era uma das quatro linhagens nobres que provieram da dinastia da Burgúndia durante o século XIII e está na origem dos  Duques of Medinaceli.
A origem da família tem origem no Infante Afonso de la Cerda (1270-1333), filho do herdeiro do trono e Leão e Castela, Infante Fernando de La Cerda que morreu acidentalmente antes da morte do pai Afonso X. Este havia estabelecido que seria o seu neto Afonso de la Cerda, em vez do seu segundo filho varão Infante Sancho. Isto originou uma revolta de Sancho contra o seu pai, que despoletou ma guerra civil em que Sancho alcançou o trono. Após uma invasão fracassada por parte de Aragão e Portugal, uma paz foi arranjada, de maneira que os infantes de La Cerda foram preteridos da sucessão da coroa castelhana.
A linhagem de La Cerda persistiu durante o resto da Idade Média e era constituída por uma casa real de importância, desempenhando um papel na política do reino de Castela. Esta linhagem, tal como outras durante a Guerra Civil em Espanha a meio do século XIV, continuou através da descendência feminina até chegar a Isabel de la Cerda que casou com Bernal de Foix, primeiro Conde of Medinaceli . 
Actualmente, a Casa de La Cerda separou-se em diferentes famílias, como: a já referida Casa de Medianceli, como descendentes directos de Fernando e Afonso de la Cerda, e casas menores como a Casa Ducal de Parcent. A partir desta última (duques desde 1916), ramificam as casas nobres menores do Marquesado de Eguaras (na casa de la Cerda desde 1979) e de Cañada-Honda (creada em 1893 por Emilio Drake, 1º marquês de Cañada, neto de José Máximo de la Cerda y Palafox, conde de Parcent ) .
Um ramo desta família passou a Portugal na segunda metade do século XIV, dando origem ao apelido Lacerda.